# Juri Verstappen
Juri Verstappen (1979) is een voormalig Nederlands diskjockey.
Verstappen begon zijn mediacarrière in 1999 bij Radio 10 waar hij werkte als technicus, producer en later muzieksamensteller bij Radio 10. In 2003 maakte hij de overstap naar Radio Veronica.
Hij was tot november 2013 een sidekick van Rob van Someren in het programma Somertijd. In november 2013 werd zijn rol overgenomen door Mark van der Molen, omdat Juri wilde stoppen als sidekick, en zich wilde richten op andere zaken. Toen Mark ziek was, viel Juri in voor hem. Naast radio-dj, is Verstappen ook mix-dj. Hij verzorgde sinds 2010, onder zijn mixende alter ego JuriV, elke zaterdagavond de Mega 90's Mix in het programma Club Classics. Sinds juni 2012 heeft Juri elke zaterdagavond van 21:00 tot 22:00 uur zijn eigen radioprogramma op Radio Veronica genaamd De Club Classics Mix. Hier laat hij een mix horen van allerlei verschillende nummers aan elkaar. Vanaf februari 2015 was dit programma tussen 22:00 en 23:00 te horen op Veronica. Vanaf juli 2015 t/m december 2016 was deze mix van 22:30 tot 23:00 uur te horen in het programma "Radio Veronica Drive-in Show" van Silvan Stoet.